# 藤原清成
藤原 清成（ふじわら の きよなり、霊亀2年（716年）? - 宝亀8年（777年）?もしくは、生没年不詳）は、奈良時代の貴族。藤原式家の祖である参議・藤原宇合の三男（異説あり）。無官位。

## 概要
参議兼式部卿であった父・宇合の死去と同じ年（天平9年（737年））に息子・種継が誕生しているにもかかわらず、六国史等に清成個人の活動の記録が全く残されていない。
考えられるのは、父・宇合の死から3年後の天平12年（740年）に長兄・広嗣が起こした藤原広嗣の乱の影響である。この乱に連座して年長の兄弟のうち、在京の次兄・良継や弟・田麻呂らは連座して官位剥奪の上に流罪となり、広嗣の許にいた弟・綱手は兄と同罪として処刑されている（当然、官位は剥奪されている）。恐らくは清成も乱に関与したとして処刑されたか、流罪となった良継らが帰京を許された天平14年（742年）を待たずに病没したものかのいずれかと考えられる。基本的には特筆事項がなければ下級官人や無位無官の人物を取り上げる事のない、『続日本紀』などの史書からはその記録が漏れてしまったのであろう（『続日本紀』の編纂時期は清成の弟・百川や息子・種継が政権中枢にいた時代であり、その当時の政治的事情から敢えて記載しなかった可能性もある）。

## 系譜
- 父：藤原宇合
- 母：高橋阿禰娘（高橋笠朝臣の娘）
- 妻：秦朝元の娘
  - 男子：藤原種継（737-785）
- 生母不詳の子女
  - 男子：藤原安継 - 種継の子とも
  - 女子：藤原正子 - 桓武天皇女御